# Haeundae I Park Marina
Haeundae I Park Marina es un complejo de cuatro rascacielos situado en Busan, Corea del Sur, tres de los cuales son torres residenciales y el otro es un hotel. Las torres 1 y 2 estaban entre los 20 edificios más altos completados en 2011.